# Unic du Perchis
Unic du Perchis (né le 9 avril 1986 à Montmirail), sponsorisé Unic Revillon, est un cheval hongre bai inscrit au stud-book du Selle français, et monté en saut d'obstacles par Hervé Godignon. Il remporte notamment la médaille de bronze aux championnats d'Europe de 1995, et le titre de champion de France de saut d'obstacles deux années consécutives. Il est ensuite vendu à Marc Samuel, au Canada.

## Histoire
Il naît le 9 avril 1986 à l'élevage de M. René Dagonet, à Montmirail, en France. 
En 1989, il est présenté en concours de modèle et allures au haras national de Montier-en-Der en catégorie chevaux de selle montés, terminant premier des cinq chevaux de sa catégorie, avec une note de 17/20.
Sacré champion de France de saut d'obstacles en 1994, il décroche la médaille de bronze aux Championnats d'Europe de saut d'obstacles à Saint-Gall en 1995, puis est de nouveau sacré champion de France cette même année. Il remporte de nombreux classements au niveau des Grands Prix, en Coupe du Monde, et durant la finale de la Coupe du monde à Göteborg.
Interrogé durant sa préparation avant les Jeux olympiques d'Atlanta en 1996, Hervé Godignon confie nourrir Unic du Perchis avec « des aliments complets riches en oléagineux sélectionnés pour emmagasiner de l'énergie sans engraisser ». Il est sponsorisé par Révillon, ce qui entraîne une modification de son nom en « Unic Révillon ».
En mars 1997, il se classe second du Grand Prix de saut d'obstacles de Paris, derrière John Whitaker.
Il est ensuite exporté vers le Canada, après acquisition par le cavalier Marc Samuel.

## Description
Unic du Perchis est un hongre de robe baie, inscrit au stud-book du Selle français.

## Origines
Unic du perchis est un fils de l'étalon Anglo-arabe Hafiz d'Escage et de la jument Selle français Quitonine, par l'étalon Loup de mer.
C'est un Selle français originel, ce qui signifie qu'il ne compte pas d'origines autres que françaises dans son pedigree. Il compte 28 % d'ancêtres Pur-sang, et 8 % d'ancêtres de race Arabe.